# Kandholhudhoo (Raa-atol)
Kandholhudhoo is een van de bewoonde eilanden van het Raa-atol behorende tot de Maldiven.

## Demografie
Kandholhudhoo telt (stand juli 2007) 0 vrouwen en 0 mannen.

## Tsunami
Het eiland is verwoest door de tsunami van 2004. Alle inwoners zijn daarbij (tijdelijk) op andere eilanden ondergebracht. Een van de onbewoonde eilanden (Dhuvaafaruhuraa) van het Raa-atol wordt mogelijk ontwikkeld als nieuw onderkomen voor de inwoners van Kandholhudhoo.